# Gia Trấn
	Gia Trấn		là một xã miền núi thuộc tỉnh Ninh Bình, Việt Nam.

## Địa lý
Trụ sở xã nằm cách phường Hoa Lư - trung tâm tỉnh lỵ Ninh Bình 10 km về phía Bắc, có vị trí địa lý:
- Phía đông giáp xã Phong Doanh.
- Phía tây giáp xã Gia Vân.
- Phía nam giáp phường Tây Hoa Lư.
- Phía bắc giáp xã Thanh Lâm và xã Gia Viễn.

Xã Gia Trấn	có diện tích:	18,76	km², 	dân số:	20.619	người, mật độ dân số: 	1099	người/km². 	
Đây là đơn vị có diện tích xếp thứ:	115	, số dân xếp thứ: 	118	và mật độ dân số xếp thứ: 	73	trong số 129 xã, phường ở Ninh Bình.
Xã này nằm trên Quốc lộ 1, 37C và cũng là nơi có sông Đáy, sông Hoàng Long chảy qua.

## Lịch sử
Theo Nghị quyết số 1674/NQ-UBTVQH15 ngày 16/6/2025 về sắp xếp các đơn vị hành chính cấp xã của tỉnh Ninh Bình năm 2025, Theo đó, sắp xếp toàn bộ diện tích tự nhiên, quy mô dân số của các xã Gia Thanh, Gia Xuân và Gia Trấn thành xã mới có tên gọi là xã Gia Trấn.

## Kinh tế
Khu công nghiệp Gián Khẩu với quy hoạch hoạt động sôi động và hiệu quả về ngành may mặc, chế biến thực phẩm, lắp ráp điện tử, công nghệ ô tô, vật liệu xây dựng.
Chợ Gián Khẩu là chợ quê trên địa bàn huyện Gia viễn nằm trong danh sách chợ loại 3 ở Ninh Bình, thuận tiện cho việc tiêu thụ các sản phẩm nông sản của chính người dân trong xã.